# Gottfried Brockmann
Gottfried Brockmann (* 19. November 1903 in Köln; † 9. Juli 1983 in Kiel) war ein deutscher gesellschaftskritischer Künstler, Kulturreferent der Stadt Kiel, sowie Professor für „Freie und Angewandte Malerei“ an der Muthesius-Werkschule in Kiel.

## Leben und Werk
Gottfried Brockmann wurde am 19. November 1903 in Köln-Lindenthal als Sohn eines akademisch ausgebildeten Dekorationsmalers geboren. Die älteren Generationen der Familie prägten den jungen Brockmann. So hielt er sich viel im väterlichen Atelier auf und las Kunstzeitschriften wie die konservative Deutsche Kunst und Dekoration und die Jugend. Ein zweiter Aufenthaltsort war die Schneiderstube seiner Großmutter, wovon die späteren Motive von Nähmaschine und Schneiderpuppe zeugen, die in seinen Bildern auftauchen. Seine Großväter wiederum lehrten ihn handwerkliche Techniken. So war der Großvater mütterlicherseits Malermeister und der väterliche fertigte Architekturentwürfe im Stil des flämischen Barocks an. Eine weitere wichtige Figur war sein Onkel, ein Kunsthistoriker, der ihm die Ausstattung und Architektur der rheinischen Kirchen erklärte. So wuchs Brockmann in einem konservativ-bürgerlichen Umfeld auf, das zum einen von Werten handwerklicher Kenntnisse, zum anderen von akademisch-kunsthistorischer Bildung geprägt war.
Als Gottfried Brockmann nach der Volksschule und dem Realgymnasium die freie künstlerische Laufbahn einschlagen wollte, verwehrte der Vater ihm diesen Wunsch. So absolvierte er eine zweijährige Architekturlehre (1920–1921). Hierauf folgte eine praktische Lehre als Dekorationsmaler, die Brockmann 1922 mit der Gesellenprüfung abschloss. In dieser Zeit begann er die ersten freien künstlerischen Arbeiten, die durch Dada und um Plastizität bemühte Strömungen beeinflusst waren.
Von 1923 bis 1925 hielt Gottfried Brockmann engen Kontakt zu der „Rheinischen Gruppe progressiver Künstler“ (besonders zu Franz Seiwert, Heinrich Hoerle und August Sander), und sein Streben nach öffentlicher Kunst erfuhr eine politisch-soziale Formulierung.
1926 entschied er sich für ein Studium der „Freien und Angewandten Grafik“ bei  Wilhelm Herberholz, Ernst Aufseeser und Werner Heuser an der Düsseldorfer Kunstakademie. Sein Ziel war ein späterer künstlerischer Lehrberuf. 1928 wurde Brockmann Meisterschüler bei Heinrich Campendonk, bezog ein Atelier im Hungerturm, und wurde gleichzeitig Vorsitzender des Allgemeinen Studierendenausschusses seiner Akademie.
Er nannte sich zu dieser Zeit auch Gotfried Waldemar Brockmann – unter diesem Namen beteiligte er sich 1929 an der Jahresausstellung des Deutschen Künstlerbundes im Kölner Staatenhaus am Rheinpark mit zwei Arbeiten. Sein künstlerisches Schaffen widmete er zu diesem Zeitpunkt Atelierinterieurs, die seine innere Zurückgezogenheit widerspiegeln, später sogenannten Lehrtafeln, in denen grundsätzliche formale Probleme zwischen flächiger und plastischer Darstellung thematisiert werden.
Im Jahr 1932 schloss Brockmann sein Studium ab und heiratete die Bildhauerin Marianne Reunert. Die Hochzeitsreise führte das Paar an die Ostseeküste (Darß, Hiddensee, Rügen). Zahlreiche Zeichnungen sind von dieser Reise überliefert und befinden sich heute im Kunstmuseum Ahrenshoop.
An der Akademie leitete Brockmann die Grundausbildung der Studenten, eine spätere Übernahme ins Lehramt wurde ihm in Aussicht gestellt, und in dem der Kunstakademie gegenüberliegenden Gebäude, dem Eiskellerberg 1/3, wurde ihm wiederholt, zeitgleich mit Werner Heuser in 1932, ein Atelier zur Verfügung gestellt.
Brockmann war Vorsitzender der „Rheinischen Sezession“, die unter anderem aus der Künstlervereinigung „Junges Rheinland“ entstanden war und trat als Reaktion auf den aufkeimenden Nationalsozialismus der Kommunistischen Partei bei. Nach der Machtergreifung 1933 wurden in der Düsseldorfer Akademie antisemitische Hetzkampagnen in Form von Flugblättern und Türschmierereien vollzogen, und Direktor Walter Kaesbach wurde seines Amtes enthoben. Er sollte durch einen nationalsozialistischen Maler namens Sickmeyer ersetzt werden. Gottfried Brockmann leistete Widerstand und äußerte sich gegen die Ersetzung, woraufhin er von einem SA-Kommando aufgesucht und bedroht wurde.
In Düsseldorf war Brockmann nicht mehr sicher, folglich tauchte er mit seiner Frau in Berlin bei seinen Schwiegereltern unter. 1934 war er daraufhin ein Jahr lang in der Werkstatt Professor Thols in der Klasse für „Denkmalpflege und monumentale Kunst“ tätig. Brockmanns Arbeit in der Zeit des Nationalsozialismus von 1933 bis 1943 war eher kunsthandwerklich geprägt, und so entstanden kleine illustrative Arbeiten, Selbstbildnisse, dekorative Gemälde, historisierende Bilder, Tierbilder, Stillleben, eine Reihe namens „Zeitbühne“ sowie eine Reihe zum Thema Effi Briest.
1937 wurden in der Nazi-Aktion „Entartete Kunst“ aus dem Wallraf-Richartz-Museum Köln seine Mappe „Bilderbogen der Zeit. Arbeiter“ mit 15 Linolschnitten beschlagnahmt und zerstört.
Sein Name findet sich im Gästebuch der Hanna Bekker vom Rath, die in ihrer Atelierwohnung in Berlin heimliche Kunstausstellungen der verfehmten Künstler organisierte.
Von 1943 bis 1945 leistete Brockmann Heeresdienst, woraufhin er von 1945 bis 1946 in amerikanische Kriegsgefangenschaft geriet.
Im Zeitraum von 1946 bis 1952 leitete er in Hof an der Saale treuhänderisch eine Buchdruckerei und eine lithografische Anstalt, erteilte privaten Kunstunterricht und baute eine „Gewerkschaft geistig und kulturell Schaffender“ auf. Seine freie künstlerische Tätigkeit nahm er ebenfalls wieder auf und wurde so im Katalog der „Fichtelgebirgs-Kunstausstellung“ von 1949 als Mitglied der „Gruppe der Progressiven 1948“ geführt. Die Initiierung der Gruppe soll auf Brockmann zurückgehen. Weitere Mitglieder waren Werner Gilles, Heinz A. Meyer, Caspar Walter Rauh und Gottfried Wiegand.
1952 zog Brockmann nach Kiel, um hier durch die Vermittlung des Oberbürgermeisters Andreas Gayk Kulturreferent zu werden. Ab 1955 übernahm er das „Lehramt für Naturstudien und Malen“ an der Muthesius-Werkschule und leitete später die Abteilung „Freie und Angewandte Malerei“. 1975 wurde er „in Anerkennung des bedeutenden Gesamtwerkes, das der Künstler in über fünf Jahrzehnten geschaffen hat“, mit der Ehrenprofessur des Landes Schleswig-Holstein ausgezeichnet.
Seit 1985 vergibt die Stadt Kiel alle zwei Jahre den nach ihm benannten, mit 5000 Euro dotierten Gottfried-Brockmann-Preis zur Förderung bildender Künstler.

## Öffentliche Sammlungen mit Werken Brockmanns (unvollständig)
Kiel: Stadtgalerie Kiel
Kunsthalle Kiel
Dresden: Galerie Neue Meister
Ahrenshoop: Kunstmuseum
Schleswig: Schleswig-Holsteinisches Landesmuseum
Bonn: Rheinisches Landesmuseum
Düsseldorf: Museum im Kunstpalast
New York: Museum of Modern Art
- Berlin: Neue Nationalgalerie[8]
- Köln: Museum Ludwig
- Salzburg: Museum Kunst der verlorenen Generation[9]
- Wuppertal: Von der Heydt-Museum